# 吳福 (嘉靖舉人)
吳福（15世紀—16世紀），字常甫，浙江湖州府長興縣人，明朝政治人物。

## 生平
吳福年少跟隨呂程學習，刻苦學習得其真傳，嘉靖三十七年（1558年）戊午科順天府鄉試舉人，獲授星子知縣，後擢為沔陽知州，有廉明聲譽，致仕後在家鄉授徒，晚年在家著述，尤其精於《易經》，個性持重寡玩，自甘澹泊茹素，死後只留下衣服數襲，由丁元薦寫下墓誌銘。

## 引用
1. 1 2  光緒《長興縣志·卷二十三上·人物》：吳福，字常甫，嘉靖三十七年舉人，授星子知縣，擢沔陽知州，以廉稱。少游呂南川之門，堅苦刻勵遂得其傳，比歸而受業者眾，晚居林下，著述益工，尤嗜《易》，居恆澹素自甘，食無重味，卒後遺敝衣數襲而已，丁元薦為墓誌銘。 張志
2. ↑  同治《湖州府志·卷七十五·人物傳》：吳福，字常甫，長興人，嘉靖三十七年舉人，授星子知縣，擢沔陽知州，以廉稱。少游呂南川之門，堅苦刻勵遂得其傳，比歸而受業者眾，晚居林下，著述益工，尤嗜《易》，性簡重，寡玩好，居恆正襟危坐，澹素自甘，食無重味，卒後遺敝衣數襲而已。 長興張志